# Oran (ort i Indien)
Oran är en ort i Indien.   Den ligger i distriktet Bānda och delstaten Uttar Pradesh, i den centrala delen av landet, 500 km sydost om huvudstaden New Delhi. Oran ligger 133 meter över havet och antalet invånare är 6 495.
Terrängen runt Oran är mycket platt. Runt Oran är det tätbefolkat, med 411 invånare per kvadratkilometer. Närmaste större samhälle är Atarra Buzurg, 19,4 km sydväst om Oran. Trakten runt Oran består till största delen av jordbruksmark.